# El Norte de Extremadura
El Norte de Extremadura fue un periódico español editado en Cáceres entre 1900 y 1910.

## Historia
Nacido el 6 de enero de 1900, fue órgano del Partido Liberal-Demócrata en la provincia de Cáceres. Entre sus fundadores estaban Gregorio Crehuet del Amo, Juan Canales y Juan Becerra, que además ejercerían como directores. La publicación, de carácter bisemanal a partir de 1903, salía a la calle los jueves y domingos. A partir de junio de 1907 volvió a editarse semanalmente. Desapareció en 1910, tras fusionarse con el semanario El Bloque.